# Branimir Šćepanović
Branimir Šćepanović (Podgorica, 1937. április 19. – Belgrád, 2020. november 30.) horvát nyelven író szerb és jugoszláv író.

## Élete
Édesapja tanár és publikált író volt. Šćepanović a középiskolában kezdett írni. Az Usta puna zemlje című regénynek 32 kiadása volt Szerbiában és 23 kiadása Franciaországban. Az Avala Film művészeti vezetője volt.
Elnyerte Belgrád város októberi díját és két Golden Arena-t a legjobb forgatókönyvért.
Šćepanović 1977-es regényét, a Smrt gospodina Goluže-t (Goluzha úr halála) Alan Wade adaptálta 1997-ben az általa rendezett filmhez, a Julian Po-hoz. Julian Po főszereplője Christian Slater és Robin Tunney volt, és a Fine Line Features és a New Line International adta ki.

## Művei
Könyv
- Pre istine, 1961
- Sramno leto, 1965
- Usta puna zemlje, 1974
- Smrt gospodina Goluže, 1977
- Iskupljenje, 1980
- Ono drugo vreme, Srpska književna zadruga, 2015[11]

Színdarab
- Ono more, 1965
- Kljuc, 1965
- Pre istine, 1968
- Lelejska gora, 1968
- Sramno leto, 1969
- Kako umreti, 1972
- Sutjeska, 1973
- Smrt gospodina Goluže, 1982
- Vreme leoparda, 1985

Filmek
- Usta puna zemlje
- Julian Po
- Smrt gospodina Goluze
- A sortűz
- Sramno leto
- Zazidani
- Pre istine

### Magyarul megjelent
- Az a gyalázatos nyár (Sramno leto) – Európa, Budapest, 1974 · ISBN 9630700859 · fordította: Sztepánov Predrág
- Földbe némult száj (Usta puna zemlje; kisregény és válogatott elbeszélések) – Európa, Budapest, 1978 · ISBN 9630717883 · fordította: Szűcs Imre, Dudás Kálmán
- Megváltás (Iskupljenje) – Európa, Budapest, 1986 · ISBN 9630737752 · fordította: Poór Zsigmond

## Fordítás
- Ez a szócikk részben vagy egészben  a   Branimir Šćepanović című angol Wikipédia-szócikk fordításán alapul.  Az eredeti cikk szerkesztőit annak laptörténete sorolja fel. Ez a jelzés csupán a megfogalmazás eredetét és a szerzői jogokat jelzi, nem szolgál a cikkben szereplő információk forrásmegjelöléseként.

## Lásd még
- Szerb irodalom